# 엘 리시츠키

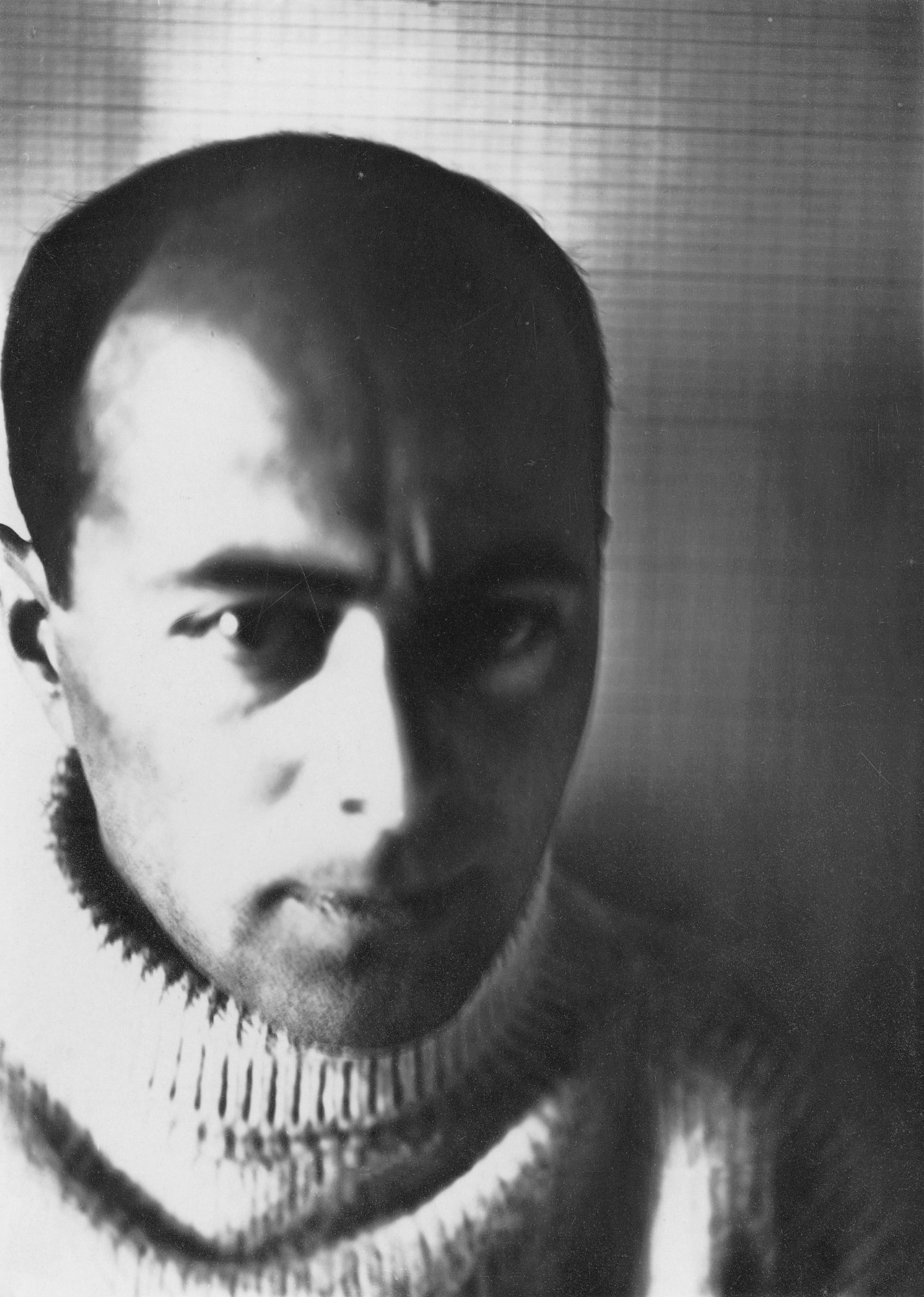
1914년

엘 리시츠키(러시아어: Ла́зарь Ма́ркович Лиси́цкий, 1890년 11월 23일 ~ 1941년 12월 30일)는 스몰렌스크에서 출생하였다. 1909년부터 1912년까지 그는 다름슈타트의 고등기술학교에서 건축을 배웠으며, 귀국하여 말레비치와 사귀어 쉬프레마티슴의 유력한 작가로 활약하다가 1921년 모스크바 예술 아카데미의 교수에 취임하였다. 그 해에 재차 독일에 가서 모홀리 나기와 친교를 맺었다.
1923년부터 1925년까지 주로 스위스에서, 1925년에서 1928년까지는 주로 하노버에 머물렀고 그 동안 장 아르프, 반 도스부르크, 반 데르 로에 등과 협력해 많은 인쇄 디자인과 디스플레이·포스터의 제작을 통하여 유럽의 추상미술운동 및 현대 디자인운동에 큰 공적을 남겼다. 마야코프스키의 시집 <낭송을 위하여>의 삽화와 장정(裝幀)은 그의 대표작의 하나이다. 만년에는 나치스에게 추방당하여 모국으로 돌아가서 1941년 모스크바에서 사망하였다.